# Usáma Sa'adi
Usáma Sa'adi, hebrejsky אוסאמה סעדיה‎‎ (* 21. února 1963 Arrába), je izraelský politik arabské národnosti; poslanec Knesetu za Sjednocenou kandidátku.

## Biografie
Žije ve městě Araba. Studoval na Hebrejské univerzitě v Jeruzalémě. Působil jako předseda Svazu arabských studentů v Izraeli. Od roku 1996 byl generálním tajemníkem strany Ta'al.
Ve volbách v roce 2015 byl zvolen do Knesetu za Sjednocenou kandidátku (aliance čtyř politických stran arabské menšiny).